# 尼姆加塔纳
尼姆加塔纳是印度拉贾斯坦邦尼姆加塔纳县的一个城镇。总人口29544（2001年）。

## 人口
该地2001年总人口29544人，其中男性15689人，女性13855人；0—6岁人口4715人，其中男2499人，女2216人；识字率67.01%，其中男性为77.05%，女性为55.64%。